# Sølensjøen
Sølensjøen er en del af det 46 km lange Sølna-vassdraget. Den er 14 km lang og op til 3 km bred, og største dybde er 58 m. Søen har righoldige bestande af fjeldørred, ørred, Stalling, sik, gedde, knude og aborre. Sølna har udløb mod øst til Femundselva/Trysilelven.

## Sølensjøfiskeriet
Sølensjøen er særlig kendt for høstfiskeriet efter sik, fjeldørred og stalling. Sikfangsten alene udgør ca. 18–20 ton om året, som i dag for det meste går til forædling, bl.a. til rakfisk (no:rakfisk) , på anlæg i Elgå i Engerdal. Af særlig betydning er Fiskevollen, Norges største indlandsfiskeleje med omkring 37 fiskerhuse og skure og flere andre bevaringsværdige hus i klynge.
Sydvest for søen ligger fjeldet Sølen.